# Khem Veasna
Bản mẫu:Cambodian name
Khem Veasna ([kʰɨm ʋiəhsnaː] sinh ngày 11 tháng 12 năm 1965) là một chính trị gia Campuchia và là người sáng lập đảng Liên đoàn vì Đảng dân chủ. Ông hiện là chủ tịch của Đảng Liên đoàn vì Dân chủ (LDP).
Trước đây, ông là thành viên của đảng Sam Rainsy, và được đề cử là ứng cử viên từ năm 1998 nhưng không được bầu cho đến kỳ bầu cử Quốc hội năm 2003, khi ông trở thành thành viên của Quốc hội tỉnh Prey Veng. Năm 2005, ông thành lập một đảng chính trị gọi là đảng Liên đoàn vì Dân chủ. 